# King Kong på skräckens ö
King Kong på skräckens ö (engelska: King Kong Escapes), i Japan King Kong's Counterattack (キングコングの逆襲 Kingu Kongu no Gyakushū?) är en japansk-amerikansk samproducerad Kaijufilm, regisserad av Ishiro Honda. Den hade biopremiär i Japan den 22 juli 1967 och i USA den 19 juni 1968.

## Handling
I filmen Kidnappas King Kong från sin ö av Doktor Wu, som vill tvinga honom att gräva fram den radioaktiva materien X på Nordpolen. King Kong lyckas dock rymma, och simmar från nordpolen till Tokyo där han utkämpar en kamp mot Doktor Wus robot Mekani Kong.

### Fotnoter
1. ↑  ”King Kong Escapes” (på engelska). Internet Movie Database. 22 juli 1967. http://www.imdb.com/title/tt0061868/releaseinfo?ref_=tt_ov_inf. Läst 19 september 2016.